# Urytalpa chandleri
Urytalpa chandleri är en tvåvingeart som beskrevs av Bechev och Koc 2008. Urytalpa chandleri ingår i släktet Urytalpa och familjen platthornsmyggor.
Artens utbredningsområde är Turkiet. Inga underarter finns listade i Catalogue of Life.